# Abd el-Razzâq el-Sanhourî
Abd el-Razzâq el-Sanhourî (1895-1971 ; عبد الرزاق السنهوري) est un juriste et un homme politique égyptien.

## Biographie
Après des études brillantes au Caire, Sanhourî passe cinq années en France, où il soutient deux thèses à la faculté de droit de Lyon. Revenu en Égypte en 1926, il enseigne le droit, publie de nombreux articles. Sa notoriété va grandissante.
Sanhouri jouissait d'un prestige considérable, qui lui valut, entre 1939 et 1949, d'occuper d'importantes fonctions dans les gouvernements du parti institutionnel saadiste, dont celles de sous-secrétaire d'État à la Justice puis de ministre de l'Éducation.
Assisté par divers collaborateurs, souvent ses anciens élèves, il est à l'origine de la rédaction du Code civil égyptien (1946-1949), tentative originale de moderniser la charia à la lumière des systèmes judiciaires occidentaux, notamment français : "En combinant la méthode rationnelle de l'Occident aux valeurs religieuses et morales de l'Orient arabe, Sanhouri fut en fait un trait d'union entre deux mondes, deux civilisations. Son œuvre fut sans doute la tentative d'une compréhension éclairée de l'esprit de la législation islamique à la lumière du positivisme du Code civil français".
En mars 1949, Sahourî devient président du Madjlis el-Dawla (haute cour judiciaire du royaume, ou Conseil d'État). Le 23 juillet 1952, des militaires, hostiles à la monarchie et au système parlementaire de l'époque s'emparent du pouvoir. Jusqu'en mars 1954, Sanhouri soutiendra les "Officiers libres" et les aidera à donner à leurs initiatives politiques une formulation conforme à la constitution. Il jouera notamment un rôle majeur dans la rédaction du texte que le Conseil de direction de la révolution (Majlis qyadat 'al thawra) soumet au roi et par lequel le roi accepte de s'exiler et d'abdiquer en faveur de son fils. Il participera également à la procédure qui aboutira en 1953 à l'abolition de la monarchie et à la proclamation de la république. Mais, partisan d'un régime constitutionnel, il s'oppose, en convoquant, en mars 1954, le Conseil d'Etat, aux dérives autoritaires des militaires. Il est alors agressé, en pleine séance, par des éléments extérieurs, sans doute encouragés par une fraction des colonels; ses collègues et un membre des Officiers libres le protègent mais il est blessé et devra être hospitalisé. Gamal Abdel Nasser essaie de réparer "la bavure" mais il refuse de le recevoir et quitte l'Égypte pour se réfugier au Koweït où il restera sept années. Peu après son départ, Sanhourî sera suspendu de ses droits civiques en Égypte pour dix ans. En 1970, il reçoit des mains de Gamal Abdel Nasser la plus haute distinction de l'État pour les chercheurs en sciences sociales.
Sa réputation de juriste s'étendait à tout le Moyen-Orient. Il avait été le principal rédacteur du Code civil irakien ainsi que du Code civil syrien ; après son exil volontaire, il fut l'inspirateur des codes jordanien et libyen (sous la monarchie).
À l’occasion du centenaire de la Faculté de droit et des sciences politiques de l’Université Saint-Joseph, le prix Berytus Nutrix Legum a été attribué, à titre posthume, au Doyen Abdel Razzak Al-Sanhoury Pacha.

## Œuvres
- L'œuvre majeure de Sanhourî est son traité de droit civil égyptien en 10 volumes :  Al-Wasît fî sharh al-qânoun al-madanî al-djahîd (commentaire sur le nouveau Code civil), Le Caire, 1952-1970 [6].
- Al-Sanhoury, Les restrictions contractuelles à la liberté individuelle de travail dans la jurisprudence anglaise. Contribution à l’étude comparative de la règle de droit et du standard juridique, Préface Édouard Lambert 1925 [7].
- Al-Sanhoury, Le califat, son évolution vers une Société des Nations Orientales, Préface Édouard Lambert 1926, 627 pp.
- Ses enfants ont récemment autorisé la publication de ses notes personnelles et souvenirs : hebdo.ahram.org.eg

## Articles
- Al-Sanhoury, « Le Standard Juridique », in Recueil d'études sur les sources du droit en l'honneur de François Gény, t. II : Les sources générales des systèmes juridiques actuels, Paris, Librairie du recueil Sirey, 1934, pp. 144 et s.
- Al-Sanhoury, « Le droit musulman comme élément de refonte du Code civil égyptien », in Recueil d'études en l'honneur d'Ed. Lambert, t. II, pp. 621 et s.